# Endoraecium angustiphyllodium
Endoraecium angustiphyllodium är en svampart som först beskrevs av D.E. Gardner, och fick sitt nu gällande namn av M. Scholler & Aime 2006. Endoraecium angustiphyllodium ingår i släktet Endoraecium och familjen Raveneliaceae.   Inga underarter finns listade i Catalogue of Life.